# Polypedates occidentalis
Polypedates occidentalis är en groddjursart som beskrevs av Das och Sushill K. Dutta 2006. Polypedates occidentalis ingår i släktet Polypedates och familjen trädgrodor. IUCN kategoriserar arten globalt som otillräckligt studerad. Inga underarter finns listade i Catalogue of Life.